# Arrondissement di Thonon-les-Bains
L'arrondissement di Thonon-les-Bains è un arrondissement dipartimentale della Francia situato nel dipartimento dell'Alta Savoia, nella regione dell'Alvernia-Rodano-Alpi.

## Storia
Fu creato nel 1800, nel dipartimento non più esistente del Lemano; nel 1814 fu restituito al Regno di Sardegna, per ritornare alla Francia nel 1860.

## Composizione
L'arrondissement è composto da 68 comuni raggruppati in 7 cantoni:
- cantone di Abondance
- cantone di Le Biot
- cantone di Boëge
- cantone di Douvaine
- cantone di Évian-les-Bains
- cantone di Thonon-les-Bains-Est
- cantone di Thonon-les-Bains-Ovest